# SPACE analýza
SPACE analýza (Strategic position and evaluation) je metodou pro slučování výsledků analýzy vnějšího a vnitřního prostředí firmy a ukazuje možnosti budoucího strategického směřování firmy. Výstupem z analýzy může být návrh vhodné budoucí strategie.

## Vnější prostředí
K popisu vnějšího prostředí jsou využívána dvě kritéria:
- Stabilita tržního prostředí (SP) – ovlivňována dílčími faktory, jako jsou technologické změny, proměnlivost poptávky, inflace, tlak ze strany substitutů apod.
- Přitažlivost odvětví (PO) – možno hodnotit z pohledu růstového a ziskového potenciálu odvětví, složitosti vstupu na trh a výstupu z něj, náročnosti z hlediska kapitálu, produktivity práce apod.

## Vnitřní prostředí
K popisu vnitřního prostředí jsou využívána také dvě kritéria:
- Konkurenční výhoda dané organizace (KV) – podmíněna faktory jako fáze životního cyklu výrobku, podíl na trhu, loajalita zákazníku, kvalita výrobků, šíře výrobkového portfolia apod.
- Finanční síla podniku (FP) – lze hodnotit z pohledu standardních finančních ukazatelů, jako rentabilita investic, rentabilita aktiv, likvidita, zadluženost a její míra, stabilita cash flow či podnikatelské riziko a schopnost dosahovat úspor z rozsahu apod.

## Využití
Proces analýzy začíná výběrem kritérií. Vybraným kritériím se následně přiděluje váha důležitosti. Kritéria jsou následně ohodnocena například na stupnici 0-6 (přitažlivost odvětví a finanční síla), -6 až 0 (stabilita tržního prostředí a konkurenční výhoda). V každém kritériu je hodnota faktoru vyjádřena průměrem z dílčích faktorů a následně jsou hodnoty zaneseny do grafu. V posledním kroku se určí další strategické směřování dané firmy.

## Vyhodnocení analýzy
Z analýzy lze vyčíst strategické postavení podniku a varianty strategického chování. Tyto atributy jsou následující:

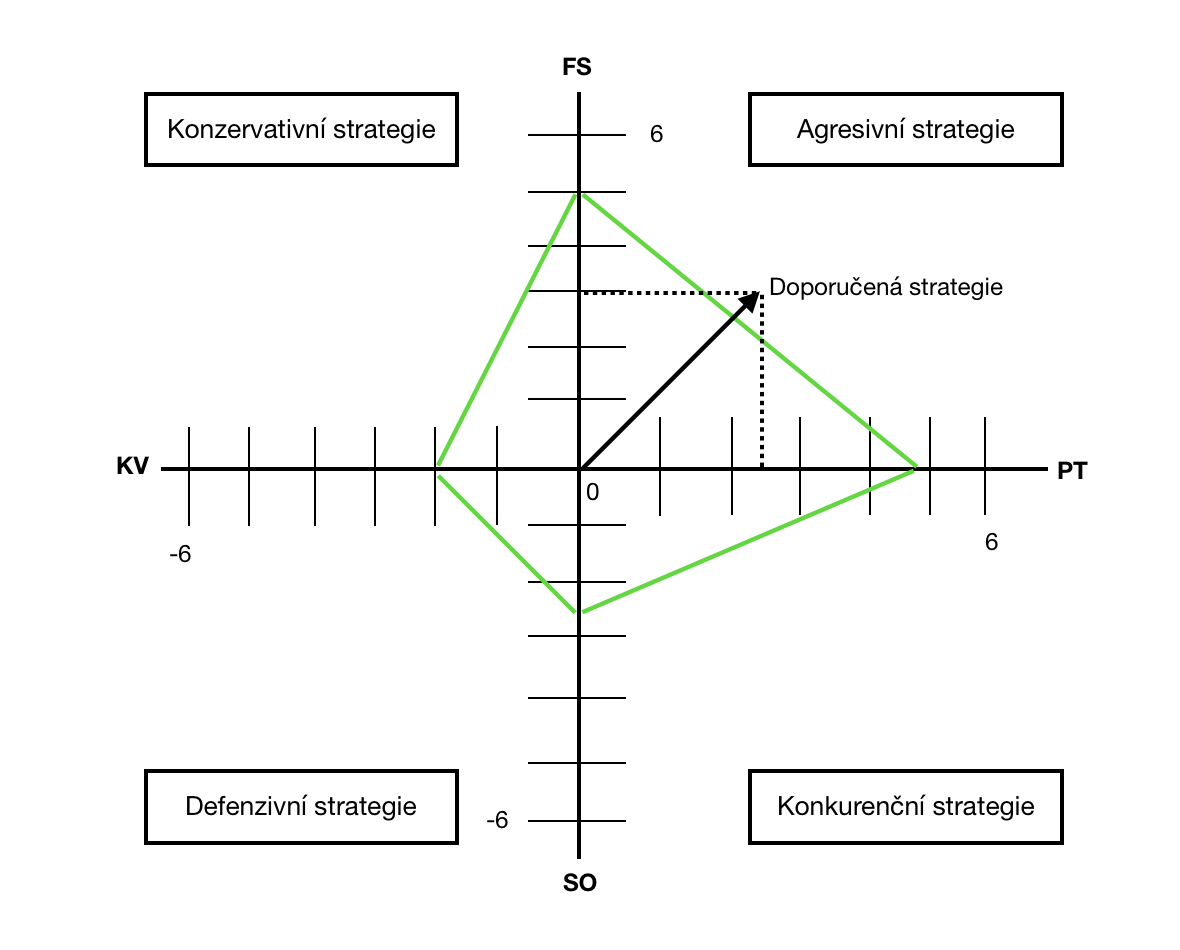
Proces vyhodnocení SPACE analýzy

### Agresivní strategie
Tato strategie je typická pro relativně stabilní a atraktivní odvětví, ve kterém má podnik konkurenční výhodu a může si chránit své postavení. Kritický faktor může být možný vstup nových konkurentů do tohoto odvětví. Lze uvažovat o zvyšování podílu na trhu a soustředění se na výrobky s vysokou mírou konkurenceschopnosti či na nové akvizice.

### Konkurenční strategie
Tato strategie je typická pro méně stabilní a atraktivní odvětví. Podnik má určitou konkurenční výhodu, avšak kritickým faktorem je zde finanční síla podniku. Podnik by měl hledat způsoby, jak upevnit svoji finanční sílu na trhu. Řešením mohou být fúze s jinými podniky, zvyšování hospodárnosti výroby a hotovostních toků.

### Konzervativní strategie
Obvyklá strategie pro finančně silné firmy působící v relativně stabilním odvětví s nízkou mírou růstu. Kritický faktor je zde konkurenceschopnost výrobků. Podnik by měl vyvíjet nové výrobky, chránit své současné a uvažovat o snižování nákladů a pronikání do atraktivnějších odvětví.

### Defenzivní strategie
Je typická pro firmy podnikající v neatraktivních odvětvích. Tyto podniky často postrádají konkurenceschopné výrobky i finanční prostředky. Cílem by mělo být snižování nákladů, omezování investic či případný odchod z odvětví.